# فرانك إل. بودين
فرانك إل. بودين (بالإنجليزية: Frank L. Bodine) هو مهندس معماري أمريكي، (و. 1874  م).